# Анатомичен атлас на човешкото тяло
Вижте пояснителната страница за други значения на Атлас.
Анатомичният атлас на човешкото тяло представя пълна, точна и достъпна информация за разположението на органите в човешкото тяло. Той е създаден специално за подготовка на студенти по медицина, стоматология, биологияи изобразителни изкуства. Съдържанието му съответства на редица професионални рисунки и графики създадени от специалист художник-анатом. Създаването на анатомичен атлас е много трудоемка задача, защото съчетава в себе си много и различни части, които трябва да бъдат изпълнени от хора строги специалисти – анатоми, художници, редактори и т.н. Изпълнението на тази задача се улеснява с използването на съвременните компютърни технологии.